# Milan Stojadinović
Milan Stojadinović (Čačak, 4. kolovoza 1888. – Buenos Aires, 24. listopada 1961.), bio je srpski ekonomist, sveučilišni profesor i političar. Predsjednik Vlade Kraljevine Jugoslavije od 24. lipnja 1935. do 5. veljače 1939. godine. Tijekom Drugoga svjetskog rata, 18. ožujka 1941. godine, prognan na grčki teritorij, a zatim predan Englezima. Godine 1948. stiže u Argentinu i nastanjuje se u Buenos Airesu. Tamo stupa u kontakt s bivšim poglavnikom NDH Antom Pavelićem, s kojim krajem 1954. godine sklapa načelni sporazum o razbijanju i podjeli komunističke Jugoslavije. Stojadinović je bio član Narodne radikalne stranke Jugoslavenske radikalne zajednice. 
Dvije godine poslije njegove smrti, 1963. godine, El Economista objavljuje njegove memoare Ni rat ni pakt: Jugoslavija između dva rata.

## Životopis
Milan Stojadinović rođen je u srbijanskom gradu Čačku 1888. godine. Njegov otac bio je sudac u Čačku. Nakon gimnazije u Čačku, pohađa studij prava u Beogradu; nakon studijske godine u Münchenu i Berlinu doktorira u Beogradu. Potom hospitira u Ministarstvu financija u Parizu; 1913. godine je u Londonu. S reputacijom talentiranog financijskog pravnika zapošljava se kao niži službenik u Ministarstvu financija u Beogradu. Godine 1918. postiže načelničko zvanje; državnu službu napušta 1919. godine kako bi postao direktor novoosnovane "British Trade Corporation" u Beogradu.
Srbijanski političar Nikola Pašić 1924. godine uzima 36-godišnjeg Milana Stojadinovića za ministra financija u svojoj vladi. Iskazuje se u stabilizaciji jugoslavenskog dinara; ministar u vladi ostaje do 1928. godine. Za vrijeme Šestosiječanjske diktature (1929. – 1935.), koju je uveo kralj Aleksandra I. Karađorđevića, Stojadinović nije politički aktivan. Međutim, u nekonfliktnim je odnosima s državnim vlastima, djeluje u upravama više poduzeća (među kojima jugoslavenske filijale dvaju britanskih korporacija) i postaje predsjednik beogradske Burze.
Nakon što je 9. listopada 1934. godine u atentatu ubijen kralj Aleksandar I. Karađorđević i nakon potom održanih parlamentarnih izbora u svibnju 1935. godine, Stojadinović prihvaća poziv regenta Pavla i postaje predsjednik vlade Kraljevine Jugoslavije. Obzirom na to što je Stojadinović bio poslovno duboko povezan s britanskim kapitalom, njegov dolazak na čelo jugoslavenske vlade označio je prevladavanje britanskog utjecaja u toj državi.
U njegovoj vladi sudjelovali su slovenski političar Anton Korošec i bošnjački (tada se govorilo: "muslimanski") politički vođa Mehmed Spaho: oni nisu imali ugled koloboracionista srbijanske politike i doživljavani su u političkoj javnosti kao autentični predstavnici svojih etničkih skupina.
Općenito se uzima da je Stojadinović vodio modernu i ekonomski usmjerenu politiku, usmjerenu na industrijalizaciju zemlje. Za razliku od prethodne vlade Bogoljuba Jevtića koja je striktno provodila jugoslavensku ideologiju prema kojoj su Srbi, Hrvati i Slovenci pripadnici tzv. "jugoslavenskog naroda" (Hrvati za tu ideologiju nisu bili narod, nego "pleme"), vodio je politiku koja je prema Hrvatima bila pomirljiva.
Godine 1936. njegova vlada potpisala je konkordat sa Svetom Stolicom radi uređenja statusa Katoličke Crkve koji je u Jugoslaviji bio pravno neuređen; zbog žestokog otpora Srpske pravoslavne Crkve - koja "nije vidjela razloga" da ima išta manje status državne crkve nego što to imaju nacionalne Pravoslavne Crkve u pretežno pravoslavnim zemljama poput Rumunjske, Bugarske i Grčke - konkordat nije ratificiran u parlamentu.
Srbi su u velikoj mjeri bili nezadovoljni Stojadinovićevom politikom zato što je Antonu Korošecu prepustio faktički vlast u Sloveniji ("Dravska banovina"), a osobito ih je smetalo što je na području Bosne i Hercegovine presudnu riječ imao Mehmed Spaho.
U parlamentu je Stojadinović u velikoj mjeri osigurao većinu zahvaljujući članovima Skupštine iz redova Srba koji su bili odani u prvom redu kraljevskom dvoru i izvršnoj vlasti: oni su okupljeni u nofovormiranu stranku (od političara koji su u vlast ušli na listama drugih stranaka) "Jugoslavenska radikalna zajednica" (često izgovarano "Jereze", od kratice "JRZ"). S Hrvatima okupljenima u prvom redu oko Hrvatske seljačke stranke su politički pregovori bili dugotrajni i teški, te će nagodbu s njima postići tek Dragiša Cvetković, Stojadinovićev nasljednik na mjestu predsjednika vlade.
U programu JRZ spominjalo se "poštovanje triju imena našega naroda - Srbin, Hrvat i Slovenac i njihove ravnopravnosti, poštovanje tradicije, jer će se na taj način razvijati međusobno poverenje". Makar Stojadinović zapravo i nije bio neki predani pobornik ideje "troimenog" jugoslavenskog naroda, za Hrvatsku seljačku stranku i Hrvate u cjelini je ovakvo izražavanje privrženosti jugoslavenstvu bilo posve neprihvatljivo.
Iako je Stojadinovićev JRZ (kao, objektivno, "kućna partija" kraljevske kuće) u sumnjivim okolnostima postigao većinu na izborima za Narodnu skupštinu Kraljevine Jugoslavije 1938. godine, duboka politička kriza dovodi 5. veljače 1939. godine do pada vlade Milana Stojadinovića. Knez Pavle Karađorđević povjerava sastav nove vlade Dragiši Cvetkoviću, do tada ministru socijalne politike i narodnog zdravlja u Stojadinovićevoj vladi.
Nakon Drugoga svjetskog rata Stojadinović odlazi u emigraciju, te od 1948. godine živi i posluje u Argentini. Za hrvatski emigrantski časopis Izbor daje 1953. godine intervju, u kojem se zalaže za mirnu razgradnju Jugoslavije, što on vidi kao način "da se konačno stane na kraj međusobnom uništavanju, jer Srbi i Hrvati su stotinama godina živeli u posebnim državama i uvek u najboljem prijateljstvu te sam siguran da ćemo opet biti upućeni jedni na druge i pomagati se u obrani zajedničkih interesa". Godine 1954. ulazi u bliske - čak prijateljske - odnose s Antom Pavelićem, koji pokazuje stanovitu spremnost za dogovor o podjeli Jugoslavije, gdje bi Hrvatskoj uz područje današnje Republike Hrvatske pripalo približno polovica Bosne i Hercegovine. Makar je Stojadinović pripremio tekst sporazuma (u kojoj se predviđalo da Srbiji pripadnu Sarajevo i Dubrovnik), izgleda da Pavelić nije parafirao njegov tekst; osobito pak nisu Pavelić i Stojadinović okupili najistaknutije predstavnike hrvatske i srpske emigracije da zajednički potpišu sporazum.